# Campo di concentramento di Natzweiler
Natzweiler-Struthof fu un campo di concentramento nazista situato presso il villaggio alsaziano di Natzwiller, situato tra i monti Vosgi, a circa 50 chilometri a sud-ovest di Strasburgo. Natzweiler-Struthof fu il solo campo di concentramento costruito dai nazisti in territorio francese, anche se dopo la sconfitta subita nel maggio-giugno 1940 l'Alsazia-Lorena era divenuta parte integrante del Reich tedesco, e non più territorio francese.

## Storia
Il campo fu operativo dal 21 maggio 1941 fino al settembre 1944, quando le guardie SS evacuarono il campo, che venne liberato dalle forze americane il 23 novembre 1944. In totale vennero internate circa 40.000 persone, provenienti dalla Polonia, dall'Unione Sovietica, dai Paesi Bassi, dalla Francia, dalla Germania e dalla Norvegia. Vi furono detenuti e uccisi soprattutto partigiani e politici.
Era essenzialmente un campo di lavoro, ma vennero costruite anche una camera a gas e un forno crematorio. In totale si stima che siano state circa 25.000 le persone morte a Natzweiler-Struthof, tra le quali anche quattro donne (Diana Rowden, Vera Leigh, Andrée Borrel e Sonya Olschanezky), fucilate il 6 luglio 1944, che appartenevano al SOE.
Nonostante la popolazione femminile del campo fosse esigua, solamente sette donne delle SS servirono al campo principale (su un totale di 600 guardie), e altre quindici nel sistema dei sottocampi; i nomi di queste donne sono: Maria Aichele, Berta Bommer, Maria Luise Merkle, Elisabeth Peschke, Else Rueck, Kreszenzia Ruf (che servì a Natzweiler e Geislingen an der Steige) e Anna Zengerle (che servì come Aufseherin presso il campo di Ravensbrück e a Natzweiler).
Gli ufficiali e i responsabili del campo vennero giudicati al Processo di Norimberga: Fritz Hartjenstein, il comandante del campo, morì in prigione prima che fosse emessa la sentenza, Kurt Geigling e Magnus Wochner vennero condannati a 10 anni di prigione, Josef Muth a 15 anni, mentre Franz Berg e Peter Straub vennero impiccati l'11 ottobre 1946. Una fondamentale testimonianza sul campo di Natzweiler-Struthof ci è stata lasciata dallo scrittore triestino di lingua slovena Boris Pahor, che nel suo Necropoli (Nekropola, 1967) racconta la sua esperienza di internato.

## Sottocampi di Natzweiler-Struthof
- Auerbach-Bensheim
- Bad Rappenau
- Balingen
- Binau
- Bisingen
- Bruttig
- Calw
- Colmar
- Darmstadt
- Daudenzell
- Dautmergen
- Dormettingen
- Echterdingen
- Ellwangen
- Erzingen
- Francoforte sul Meno
- Frommern
- Geisenheim
- Geislingen an der Steige
- Goslar
- Gross-Hesepe
- Güttenbach
- Hailfmgen
- Haslach
- Heilbronn
- Heppenheim
- Hessenthal
- Iffezheim
- Kaisheim
- Kochem
- Kochendorf
- Leonberg
- Longwy
- Markirch
- Metz
- Natzweiler
- Neckarbischofsheim
- Neckarelz
- Neckargartach
- Neckargerach
- Neunkirchen
- Oberehnheim
- Peltre
- Sainte Marie aux Mines (Markirch)
- Sandhofen
- Schömberg
- Schörzingen
- Sennheim-Cernay
- Unterschwarzach
- Wesserling
- Vaihingen
- Wilhelmsburg
- Unterriexingen
- Wasseralfingen
- Wolfsberg